# Xã Torrey, Quận Cass, Minnesota
Xã Torrey (tiếng Anh: Torrey Township) là một xã thuộc quận Cass, tiểu bang Minnesota, Hoa Kỳ. Năm 2010, dân số của xã này là 155 người.